# Burin (gemeente in Canada)
Burin is een plaats en gemeente (town) in de Canadese provincie Newfoundland en Labrador. De gemeente ligt op het gelijknamige schiereiland aan de zuidkust van het eiland Newfoundland.

## Geschiedenis
De geschiedenis van Burin gaat terug tot het jaar 1718. Door haar goed beschermde natuurlijke haven groeide het uit tot een van de drukste vissershavens van Newfoundland.
Op 18 november 1929 werd de zuidkust van het schiereiland Burin getroffen door een dodelijke tsunami. Deze vloedgolf, die was ontstaan door een aardbeving onder de Grand Banks, bracht veel schade toe aan het dorp Burin en omliggende plaatsen.
In 1950 werd Burin officieel een gemeente, bestaande uit de plaatsen Burin, Burin Bay, Burin North en Ship Cove. In 1970 breidde de gemeente sterk uit door de annexatie van tien omliggende gemeentevrije plaatsen. In 2001 annexeerde Burin haar buurgemeente Port au Bras.

## Geografie
De gemeente bestaat uit een verzameling van vijftien dicht bij elkaar gelegen dorpen en gehuchten. Naast het dorp Burin zelf betreft het Black Duck Cove, Bull's Cove, Burin Bay, Burin Bay Arm, Burin North, Collin's Cove, Green Hill, Hollett's Farm, Little Salmonier, Long Cove, Path End, Port au Bras, Salt Pond en Ship Cove. De gemeente Burin bevindt zich in het zuiden van het gelijknamige schiereiland. Alle plaatsen zijn gelegen aan de oevers van Placentia Bay of aan Burin Inlet, een zijarm van die baai.

## Demografie
Demografisch gezien is Burin, net zoals de meeste afgelegen dorpen op Newfoundland, aan het krimpen. Tussen 1991 en 2021 daalde de bevolkingsomvang van 2.940 naar 2.237. Dat komt neer op een daling van 703 inwoners (-23,9%) in dertig jaar tijd.
| Demografische ontwikkeling van Burin tussen 1951 en 2021 |
| --- |
| |
| Bron: Statistics Canada (1951–1986, 1991–1996, 2001–2006, 2011–2016, 2021) - De sterke groei tussen 1966 en 1971 is grotendeels te danken aan de aanhechting van de plaatsen Black Duck Cove, Bull's Cove, Burin Bay Arm, Collin's Cove, Green Hill, Hollett's Farm, Little Salmonier, Long Cove, Path End en Salt Pond. |

### Taal
In 2021 hadden vrijwel alle inwoners van Burin het Engels als moedertaal en was iedereen die taal machtig. Hoewel slechts vijf mensen (0,2%) het Frans als moedertaal hadden, waren er 50 mensen die die andere Canadese landstaal konden spreken (2,2%). Zo'n twintig mensen waren een andere taal dan het Engels of Frans machtig.

## Sport
De gemeente is de thuisbasis van de Burin Eagles, een voetbalclub met terreinen in Salt Pond. Zowel de mannen- als vrouwenafdeling speelden enkele malen kampioen in het provinciale kampioenschap.

## Galerij

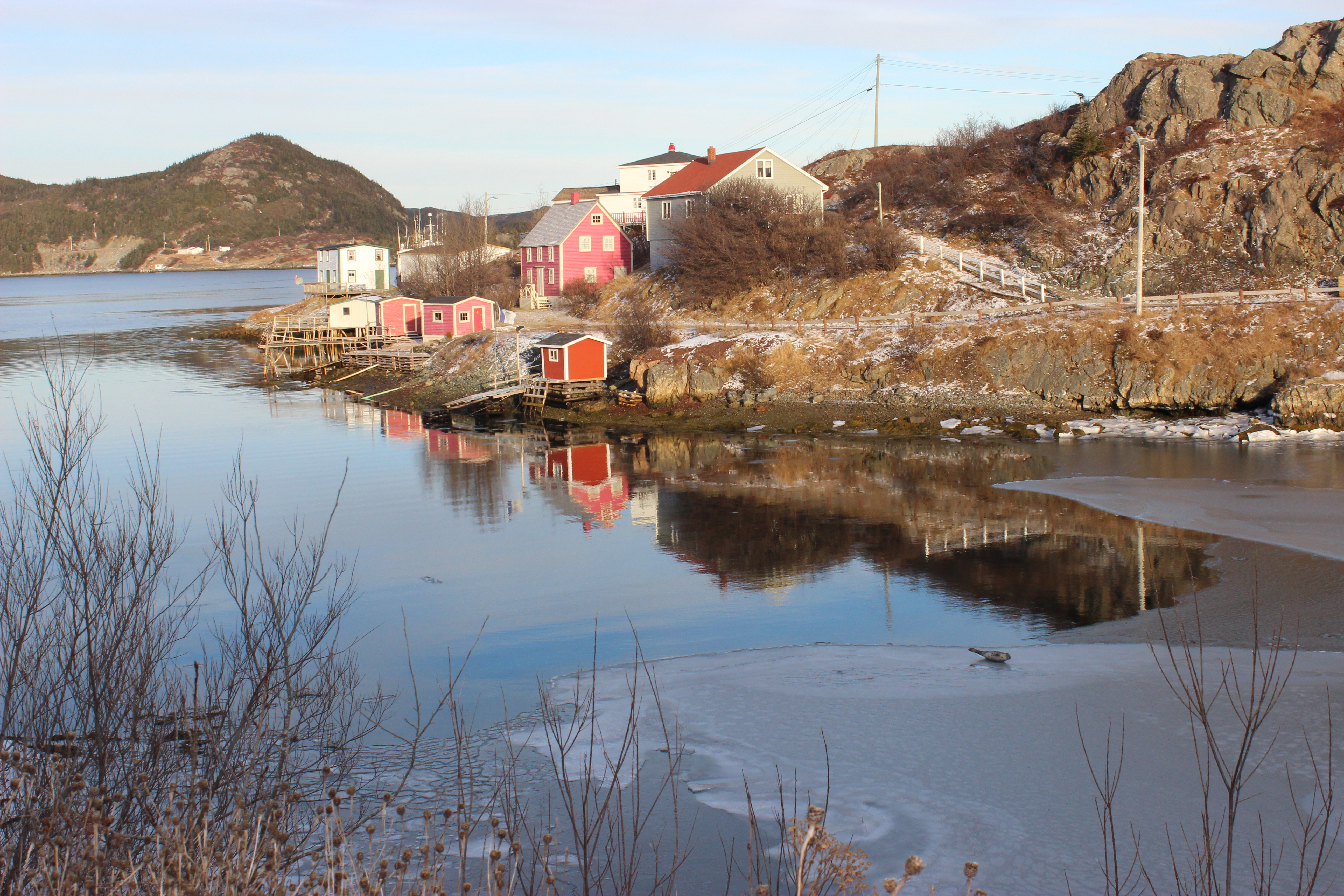
Een zeehond rust uit op een stuk bevroren inham aan de rand van Burin
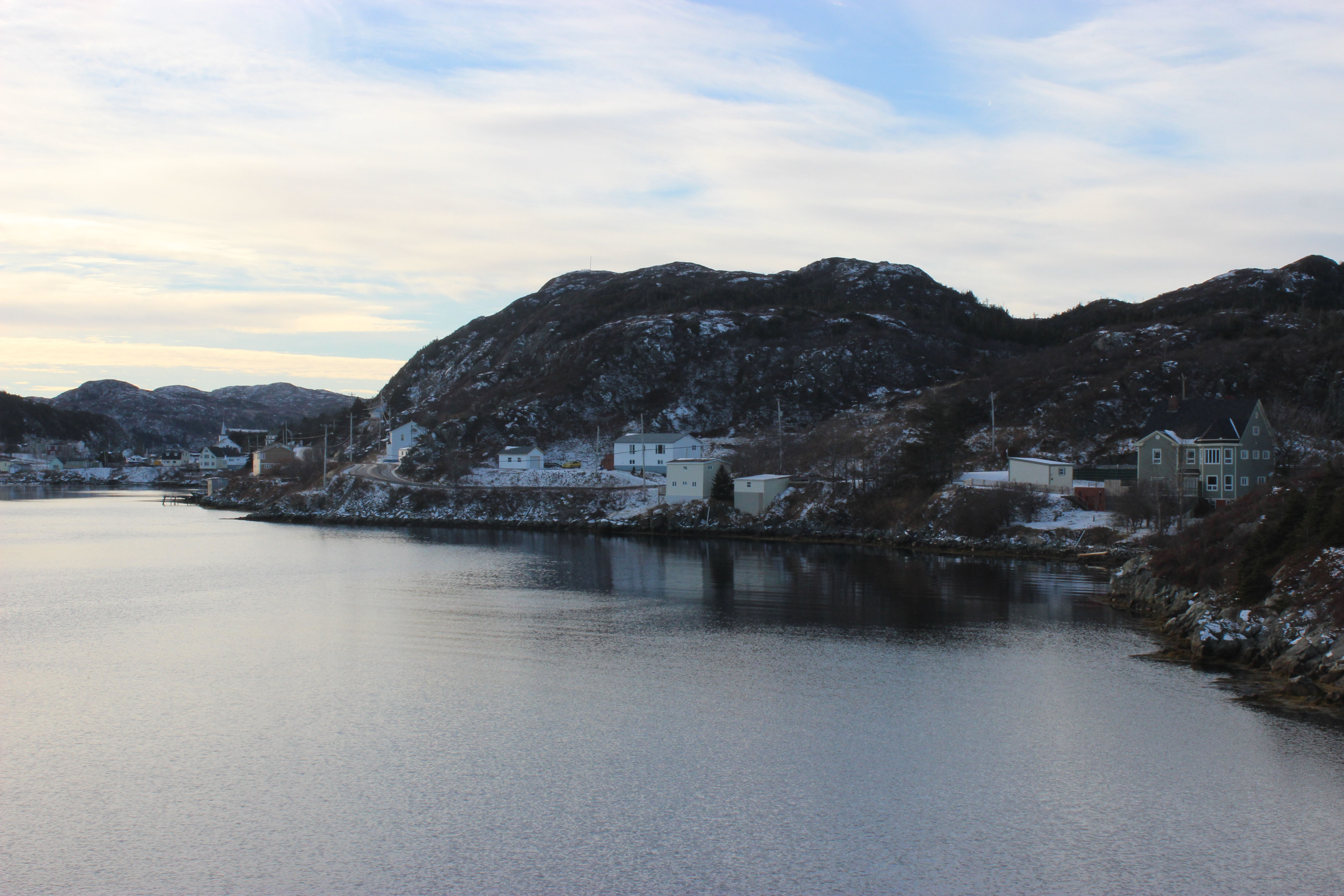
Heuvelachtige kustlijn van Burin
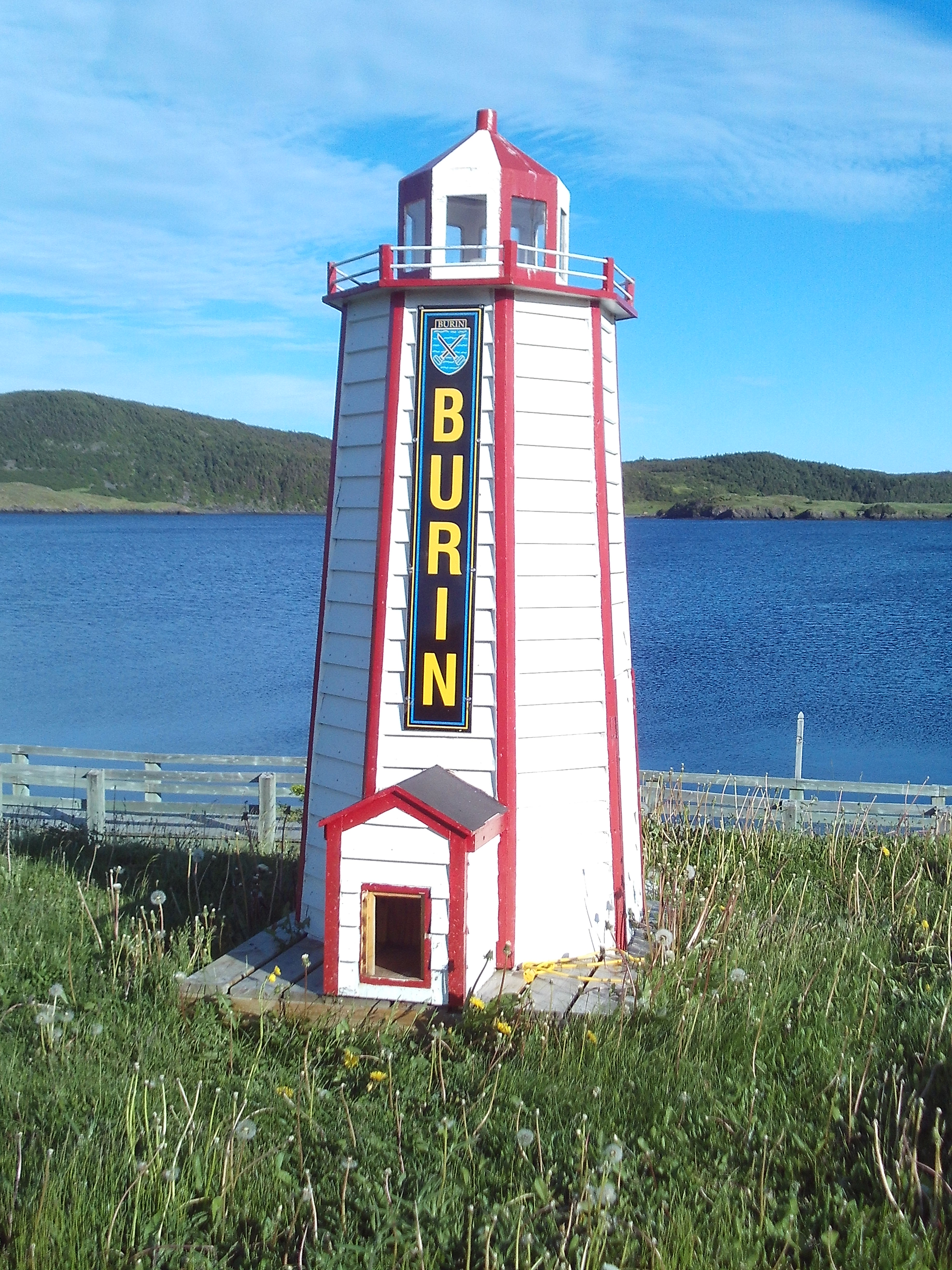
Replica van een vuurtoren